# Мончорово
Мончорово — деревня в Ржевском районе Тверской области. Входит в состав сельского поселения «Хорошево».

## География
Находится в южной части Тверской области на расстоянии приблизительно 12 км по прямой на северо-запад от вокзала станции Ржев-Балтийский на правом берегу Волги.

## История
Деревня была отмечена еще на карте Менде (состояние местности на 1848 год). В 1859 году здесь (сельцо Ржевского уезда Тверской губернии) был учтен 1 двор, в 1939—17.

## Население
Численность населения: 6 человек (1859 год), 5 (русские 100 %) в 2002 году, 5 в 2010.